# Ламбрекен

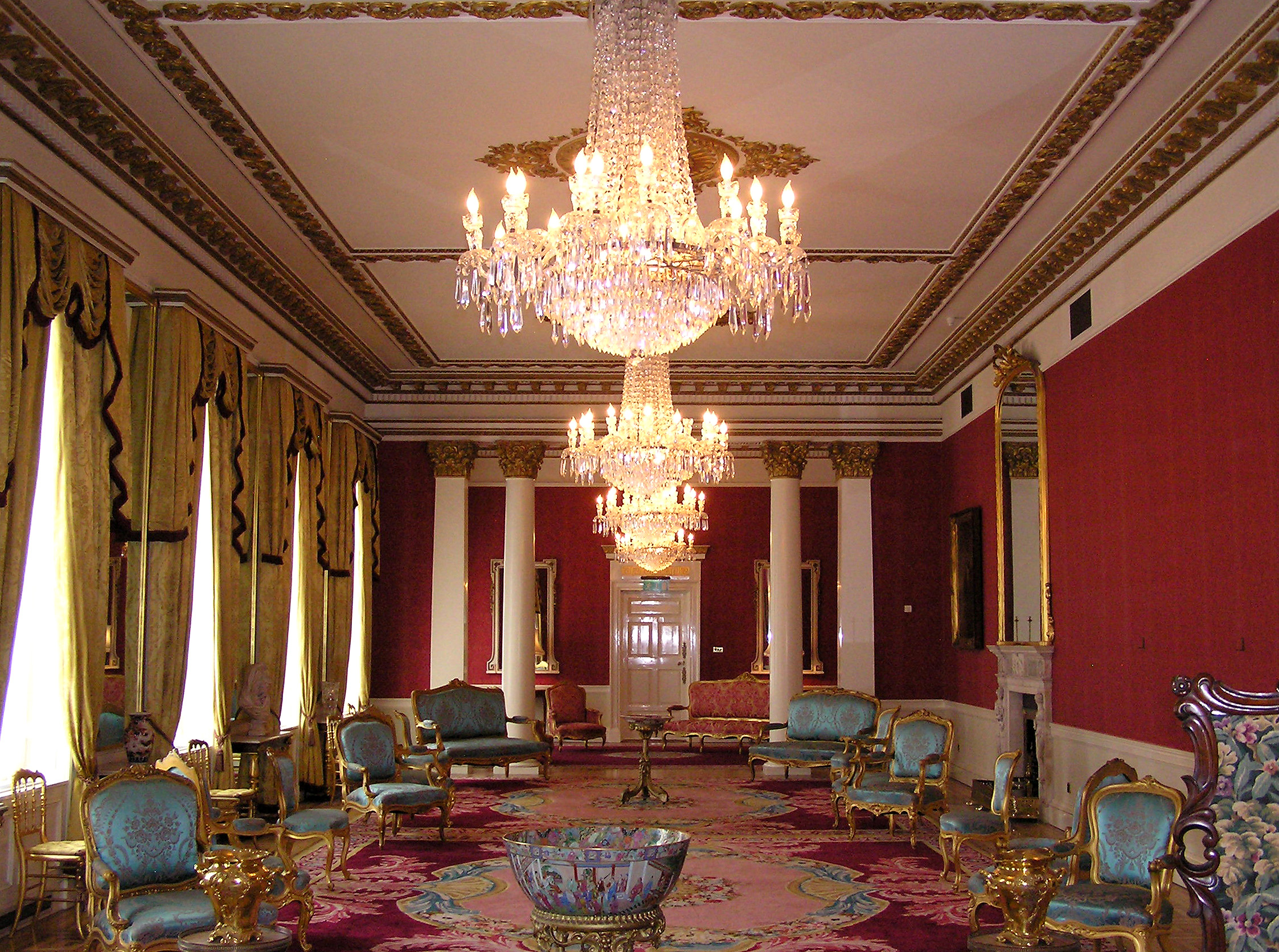
Інтер'єр зали Ірландського замка в Дубліні, де в композиційному оформленні верхньої частини вікон використані горизонтальні короткі штори (ламберкени)

Ламбреке́н (фр. lambrequin, від lambeau — «клапоть, уривок» з доданням суфікса -quin нідерландського походження) — горизонтальне декоративне драпування, розташоване у верхній частині шторної композиції, отвору вікна чи дверей у вигляді короткого декоративного елемента у всю ширину карниза. Часто виконується з щільної плісованої тканини, посадженої на бандо (стрічку), може мати додаткові декоративні елементи у вигляді китиць, воланів, ритмічно розташованих вирізів, наприклад, у вигляді зубців (фестонів).
Як правило, ламбрекени розміщують поверх штор, до яких і кріпляться. Можливе також кріплення до карниза. Висота класичного ламбрекена становить 1/5 або 1/7 довжини самої штори. Нерідко ламбрекени розміщують над ліжком (на балдахіні), картиною або дверима.
Термін також використовується в геральдиці.
У будівництві та архітектурі слово «ламбрекен» використовується як синонім терміна «лиштва», позначаючи різьблені або ковані прикраси вікон або дахів.